# Горбань Світлана Петрівна

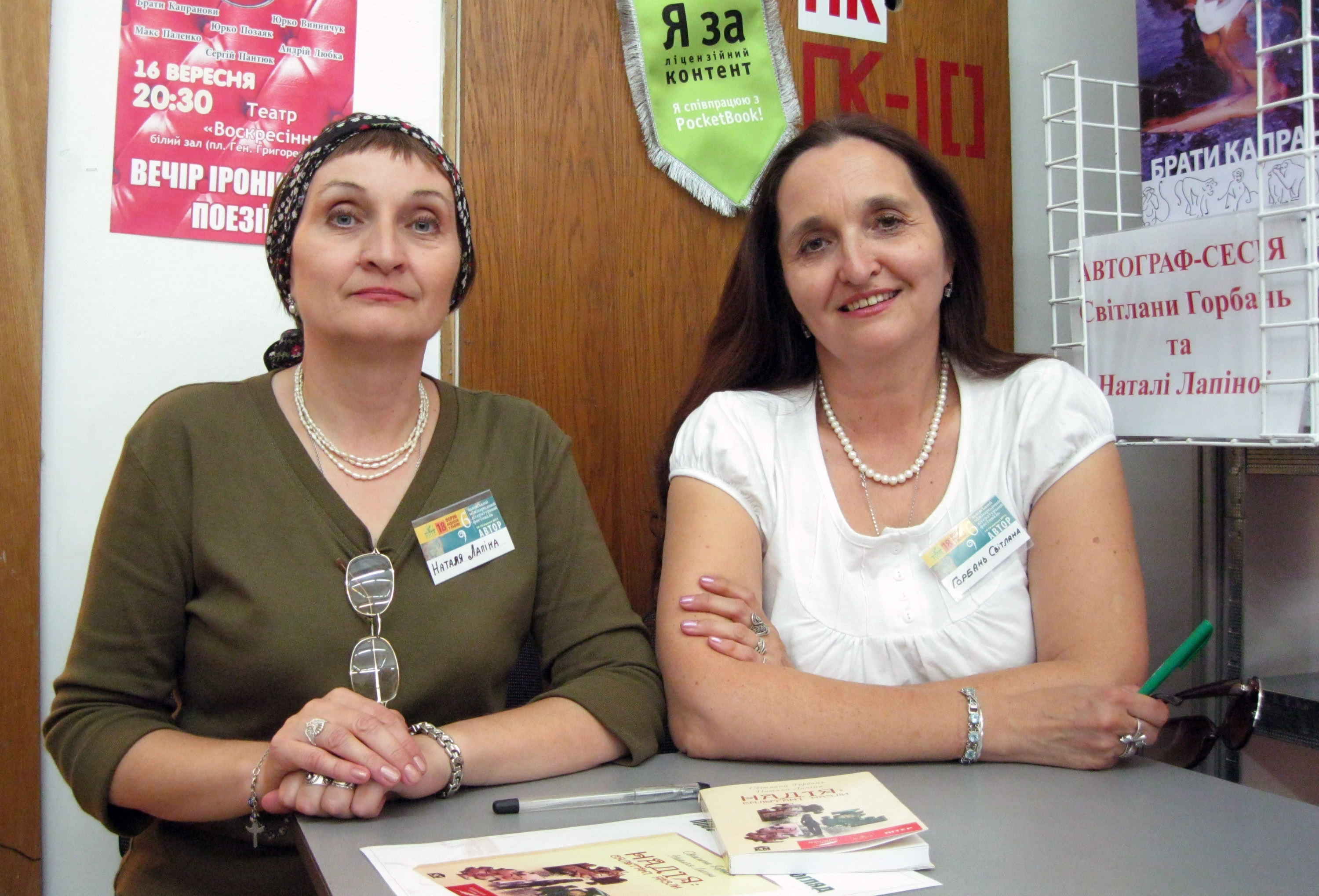
Світлана Горбань (праворуч) й Наталя Лапіна на 18-тому Форумі видавців у Львові, 2011 року.

Світлана Петрівна Горбань (нар. 7 листопада 1955, Сахалін) — українська письменниця-прозаїк, членкиня Черкаської обласної організації НСПУ з 2010 р. Великі за обсягом твори пише в співавторстві зі своєю сестрою Наталею Лапіною.

## Біографічні відомості
Світлана з дитинства мала потяг до літератури. Вона народилася на Сахаліні в родині військовослужбовця. Її предки були родом з України, за сталінських часів їх було виселено на Далекий Схід.
Майбутня письменниця закінчила Черкаський державний університет за спеціальністю вчитель російської мови та літератури.
Світлана Горбань мешкає в Черкасах, працювала вчителькою зарубіжної літератури в середній школі.

## Творчість
Світлана Горбань великі за обсягом твори пише разом з своєю сестою Наталею Лапіною, це переважно романи про кохання, детективи та фентезі. Разом вони є авторами повісті «Апокриф», романів «Якщо подолаєш прокляття» («Роковая ошибка магов», «Якщо полюбиш прокляття»), «Невинна грішниця» («Ловці чарівного вітру»), «Увертюра», «Надія: сплутані пазли», «Зодчий із пекла», «Роман з містом».
Також твори письменниці друкувалися у часописах «Жінка», «Дніпровські хвилі», «Холодний яр», «Славутич».

### Конкурси та премії
Світлана Горбань є лауреатом Першого Всеукраїнського конкурсу гостросюжетного роману «Золотий Бабай» (1999, за роман «Ловці чарівного вітру»), дипломантом конкурсу «Коронація слова» 2004 року (за детектив «Майстри неможливого»), 2009 року (за роман «Надія: сплутані пазли»), 2018 року (за роман "І це все, що я хотіла сказати про кохання"), 2020 року (за роман "Неповторна, або Міське бохо"), 2021 року (за роман "Кров Авіценни") та володаркою ІІ премії Міжнародного літературного конкурсу «Коронація слова 2015» (за «Роман з містом»).

### Твори в співавторстві з Наталею Лапіною
- Апокриф: повість // Дніпровські хвилі. — 1995. — № 1. — С. 7-23.
- Ловці чарівного вітру: Роман. — К.: Факт, 2000. — 264 с. Друге видання: Невинна грішниця. — К.: Джерела, 2003. — 304 с.
- Роковая ошибка магов: Роман-фэнтези. — Харків: Книжковий клуб «Клуб сімейного дозвілля», 2002. — 240 с.
- Якщо подолаєш прокляття. — К.: Зелений Пес. Гамазин, 2006. — 224 с. Інше видання: Якщо полюбиш прокляття / Если полюбишь проклятье. — К.: Мультимедийное издательство Стрельбицкого, 2017.
- Увертюра: Роман. — К.: Джерела, 2004. — 288 с.
- Надія: сплутані пазли: Роман. К.: Країна мрій, 2011. — 240 с.
- Зодчий із пекла: Детективний роман. Черкаси: видавець Кандич. С. Г., 2013. — 240 с. Інше видання: Зодчий із пекла / Зодчий из преисподней. — К.: Мультимедийное издательство Стрельбицкого, 2016.
- Роман з містом: Роман.— Харків: Книжковий клуб «Клуб сімейного дозвілля», 2015. — 192 с.

### Романи
- І це все, що я хотіла сказати про кохання (під псевдонімом Світлана Веренич). – Харків: Фоліо, 2019. – 234 с.

### Оповідання
- Мандрівний дяк // Жінка. — 2002. — Вересень. — C. 10-11.
- Мандрівний дяк // УФО (Український фантастичний оглядач). — 2008. — № 2. — С. 15-16.
- Дорога // [www.zahid-shid.net/ Захід — Схід] — 25.08.2008. — вип.4. — Просторове. — С. 3.
- Любіть… // [www.zahid-shid.net/ Захід — Схід] — 22.10.2008. — вип.5. — Пентакль. — С. 1.
- Зграя: Оповідання // УФО (Український фантастичний оглядач). — 2011. — № 4. — С. 73.
- Кошеня та нічна відьма: Оповідання // Антологія творів письменників Черкащини про Велику Вітчизняну війну. — Черкаси: видавець Чабаненко Ю. А., 2013. — С. 427-432.
- Зграя. Троєручиця: Оповідання // Холодний яр. — 2015. — № 1. — С. 192-201.
- Цивільний шлюб // Львів. Смаколики. Різдво: збірка. — Харків: Книжковий Клуб «Клуб Сімейного Дозвілля», 2016. — С. 166-183.
- Чужа таємниця // Львів. Вишні. Дощі: збірка. — Харків: Книжковий Клуб «Клуб Сімейного Дозвілля», 2017. — С. 62-69.
- Зірка та лев, або Лицедійка // Львів. Пані. Панянки: збірка. — Харків: Книжковий Клуб «Клуб Сімейного Дозвілля», 2018. — С. 42-88.
- Кошеня та нічна відьма: Оповідання // Холодний Яр. — 2018. — № 2. — С. 173-178.
- Казка для дорослої доньки // Львів. Спогади. Кохання: збірка. – Харків: Книжковий Клуб "Клуб Сімейного Дозвілля", 2019. – С. 92-121.
- Таємниця палацу // Львів. Шоколад. Кам’яниці: збірка. – Харків: Книжковий Клуб "Клуб Сімейного Дозвілля", 2020. – С. 163-190.
- ЧасЦінь // Зоря Полтавщини. – 21 липня 2020. http://zorya.poltava.ua/chascin/
- Дзвони Київської лаври (скорочено) // Черкаський край. – 29 липня 2020 року. – с. 6.
- Небезпечна гра у шашки // Львів. Пристрасті. Таємниці: збірка. – Харків: Книжковий Клуб "Клуб Сімейного Дозвілля", 2021. – С. 5-29.
- Таке щасливе радісне Різдво // Черкаський край. - 5 ічня 2022 року. [Архівовано 22 січня 2022 у Wayback Machine.] - с. 6.

### Есеї
- Мій віртуальний дід: Есей // Холодний яр. — 2013. — № 2. — С. 55-60.
- Чорні етюди Миколи Хвильового, або Рондо на вільну тему // Холодний Яр. — 2018. — № 1. — С. 256-261.

### Твори для дітей
- Дарунок: Казка // Діво на Різдво: Казки, притчі, оповідання. — Харків: Vivat, 2019. — С. 15-22.